# Ismail Al Hammadi
Ismail Al Hammadi (en árabe: إسماعيل الحمادي‎; Abu Dabi, Emiratos Árabes Unidos; 1 de julio de 1988) es un futbolista de los Emiratos Árabes Unidos que juega en la posición de extremo con el Emirates Club de la UAE Pro League.

## Carrera

### Club
| Periodo   | Club                        | Apariciones | Goles |
| --------- | --------------------------- | ----------- | ----- |
| 2007-2017 | Al-Ahli FC                  | 226         | 40    |
| 2017–2021 | Shabab Al-Ahli Club         | 48          | 6     |
| 2021      | → Khor Fakkan Club (cedido) | 13          | 3     |
| 2021–2023 | Khor Fakkan Club            | 35          | 4     |
| 2023-     | Emirates Club               |             |       |

### Selección nacional
Jugó para Emiratos Árabes Unidos en 115 ocasiones de 2007 a 2019 y anotó 13 goles; participó en los Juegos Olímpicos de Londres 2012 y en tres ediciones de la Copa Asiática.

## Logros

### Club

#### Competizioni nazionali
- UAE Pro League (3): 2008-09, 2013-14, 2015-16
- Copa de Liga de los Emiratos Árabes Unidos (4): 2011-12, 2013-14, 2016-17, 2018-19
- Copa Presidente de Emiratos Árabes Unidos (2): 2012-13, 2018-19
- UAE Super Cup (3): 2013, 2014, 2016

### Selección nacional
- Copa de Naciones del Golfo (1): 2013

### Individual
- Futbolista emiratense del año (1): 2013-14]][5]

## Estadísticas

### Goles con selección nacional
| Gol | Fecha      | Sede                                              | Rival         | Marcador | Resultado | Torneo                                               |
| --- | ---------- | ------------------------------------------------- | ------------- | -------- | --------- | ---------------------------------------------------- |
| 1.  | 8-10-2008  | Tohoku Denryoku Big Swan Stadium, Niigata, Japón  | Japón         | 1–1      | 1–1       | Amistoso                                             |
| 2.  | 15-10-2008 | Seoul World Cup Stadium, Seoul, Corea del Sur     | Corea del Sur | 1–2      | 1–4       | Clasificación para la Copa Mundial de Fútbol de 2010 |
| 3.  | 5-1-2009   | Royal Oman Police Stadium, Mascate, Omán          | Yemen         | 2–0      | 3–1       | Copa de Naciones del Golfo de 2009                   |
| 4.  | 2-6-2009   | Maktoum bin Rashid Al Maktoum Stadium, Dubái, EAU | Alemania      | 1–6      | 2–7       | Amistoso                                             |
| 5.  | 23-7-2011  | Sheikh Khalifa International Stadium, Al Ain, EAU | India         | 3–0      | 3–0       | Clasificación para la Copa Mundial de Fútbol de 2014 |
| 6.  | 2-9-2011   | Tahnoun bin Mohammed Stadium, Al Ain, EAU         | Kuwait        | 1–3      | 2–3       | Clasificación para la Copa Mundial de Fútbol de 2014 |
| 7.  | 18-1-2013  | Bahrain National Stadium, Riffa, Baréin           | Irak          | 2–1      | 2–1       | Copa de Naciones del Golfo de 2013                   |
| 8.  | 15-11-2013 | Zayed Sports City Stadium, Abu Dhabi, EAU         | Hong Kong     | 4–0      | 4–0       | Clasificación para la Copa Asiática 2015             |
| 9.  | 5-3-2014   | Bunyodkor Stadium, Taskent, Uzbekistán            | Uzbekistán    | 1–0      | 1–1       | Clasificación para la Copa Asiática 2015             |
| 10. | 16-1-2016  | Zayed Sports City Stadium, Abu Dhabi, EAU         | Islandia      | 1–1      | 2–1       | Amistoso                                             |
| 11. | 18-3-2016  | Zayed Sports City Stadium, Abu Dhabi, EAU         | Bangladés     | 1–0      | 6–1       | Amistoso                                             |
| 12. | 18-3-2016  | Zayed Sports City Stadium, Abu Dhabi, EAU         | Bangladés     | 3–1      | 6–1       | Amistoso                                             |
| 13. | 24-3-2016  | Zayed Sports City Stadium, Abu Dhabi, EAU         | Palestina     | 1–0      | 2–0       | Clasificación para la Copa Mundial de Fútbol de 2018 |